# Chlamydogobius gloveri
Chlamydogobius gloveri é uma espécie de peixe da família Gobiidae.
É endémica da Austrália.